# Bramgås
Bramgåsen (Branta leucopsis) er en fugl, der især yngler i arktiske områder som det østlige Grønland, Svalbard og Novaja Zemlja, men arten har siden 1970'erne også ynglet omkring Østersøen. Det er en trækfugl, som overvintrer i blandt andet Holland og på de Britiske Øer. I Danmark kan man især træffe den i Vadehavsområdet i forbindelse med trækket til og fra Holland.

## Beskrivelse
Fuglen måler 58-70 cm med et vingefang på 120-142 cm. Den kan leve helt op til 20 år. Den har hvidt ansigt og lys underside, der står i kontrast til sort bryst og hals. Dens vinger og øvre bagparti er sølvgrå med sorte og hvide striber.
Stemmen fra trækkende flokke er karakteristisk bjæffende og lyder derfor på afstand som hundegøen.

## Ynglebiologi og udbredelse
Bramgåsen yngler sædvanligvis i små, tætte kolonier i arktiske egne. Den foretrækker klippehylder, stenede skråninger eller øer nær vådområder som søer, vandløb eller indre dele af fjorde. Her udruger den 4-5 æg i en rede, der kan genbruges år efter år. Den kan også yngle på mindre ubeboede øer i den nordligt tempererede zone, fx i Østersøområdet. Efter 28 dage er ungerne udklækkede, og flyvefærdige 7 uger senere. Mens hunnen står for udrugningen, er det hannen der bevogter reden. Yngletiden er fra maj/juni til august/september.

### Stor fremgang
Artens arktiske udbredelsesområde er Grønland, Svalbard og Novaja Zemlja, men den har bredt sig til Østersøområdet og langs Nordsøen til fx Holland og Belgien. Særligt på Gotland findes en større koloni. I Danmark ynglede den første gang i 1992 på Saltholm, hvor der i 2006 fandtes 675 par. Bramgåsen er også fundet ynglende på Bornholm og i Tøndermarsken.
I perioden 1999 til 2011 er bramgåsen den af alle danske ynglefugle, der har haft den største fremgang. Fra nogle få individer til over 2000 ynglepar i 2011. Bestanden er vokset yderligere i 2012 og 2013.

## Føde
Består af planter som græs, urter og vintersæd.